# یون چبرکو
یون چبرکو (اوکراینی: Євген Ігорович Чеберко؛ زادهٔ ۲۳ ژانویهٔ ۱۹۹۸) بازیکن فوتبال اهل اوکراین است.
از باشگاه‌هایی که در آن بازی کرده‌است می‌توان به باشگاه فوتبال زوریا لوهانسک اشاره کرد.
وی همچنین در تیم‌های ملی فوتبال Ukraine national under-16 football team, Ukraine national under-17 football team, Ukraine national under-18 football team, Ukraine national under-19 football team، زیر ۲۱ سال اوکراین، و اوکراین بازی کرده‌است.